# 长江大桥

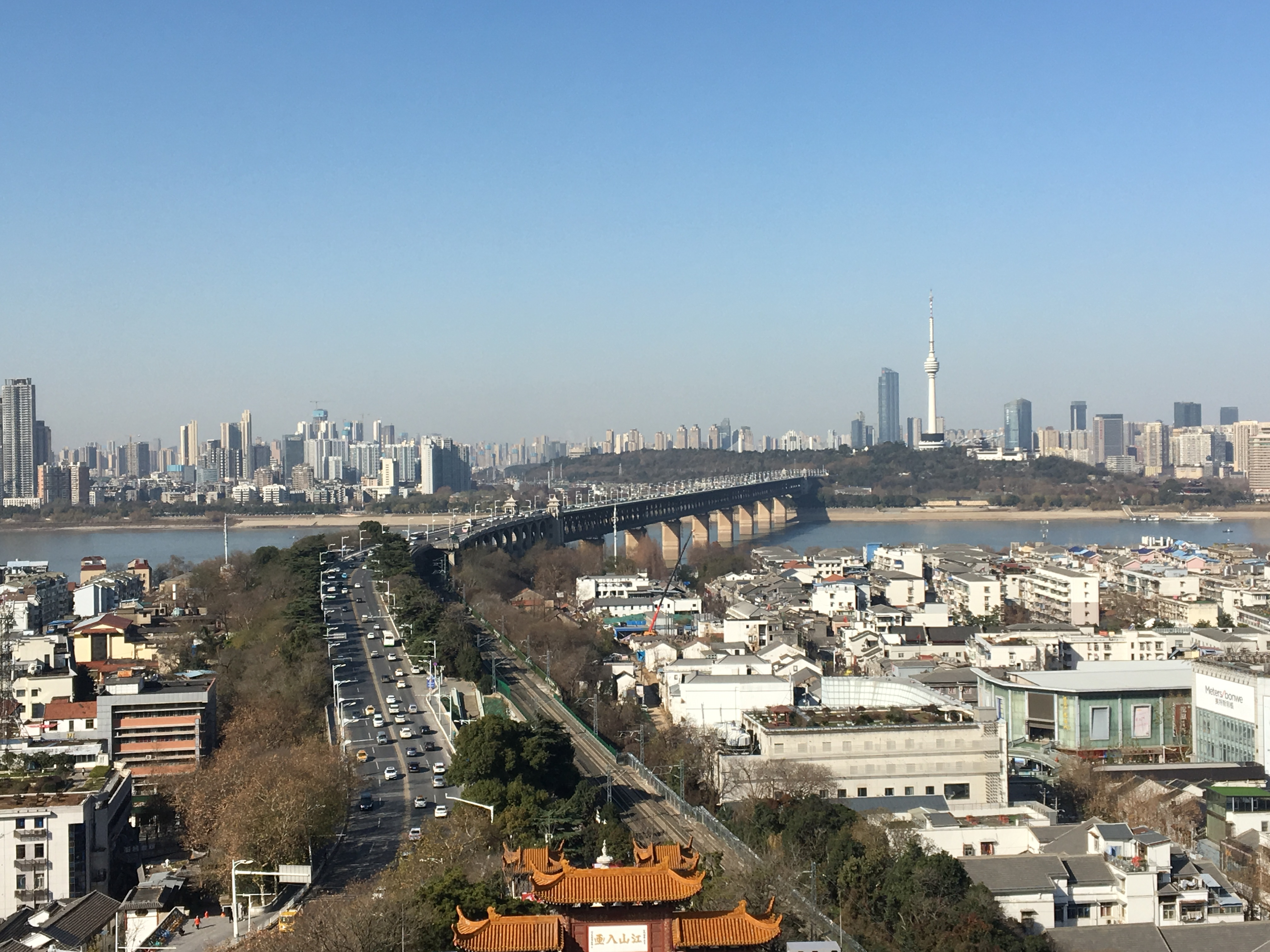
武汉长江大桥

长江大桥，严格意义上仅指宜宾岷江口以下长江段上的桥梁，但通常也泛指长江干流上的所有橋。

## 概述

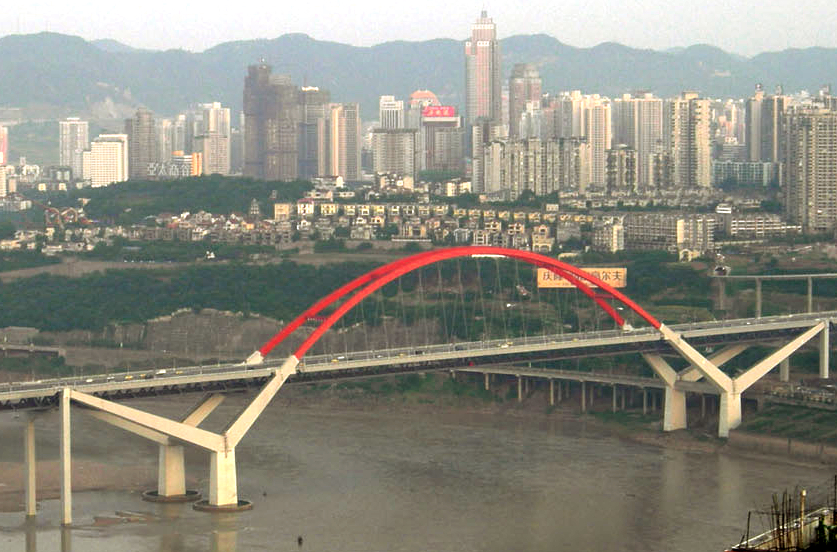
2007年时期的重庆菜园坝长江大桥

长江是中国第一大河，分为上中下游，分别以湖北宜昌和江西湖口为界。截至2019年，中国在宜宾以下的中下游建成了115座长江大桥。

## 历史

### 古代
有史记载的长江上第一座桥建于东汉建武11年（公元35年），当时四川割据势力公孙述为阻止汉军入蜀曾在今宜昌附近架设江关浮桥（见《后汉书.岑彭传》）。公元974年北宋大将曹彬在南京附近的采石矶江面上用3天时间架设一座浮桥，数万宋军得以过江灭掉南唐，此外晋、南北朝、隋、唐、明等都有在长江上架设浮桥的记载。到了清朝，清军和太平天国的战争中，双方都曾数次在长江上架设浮桥。

### 20世纪50年代以前

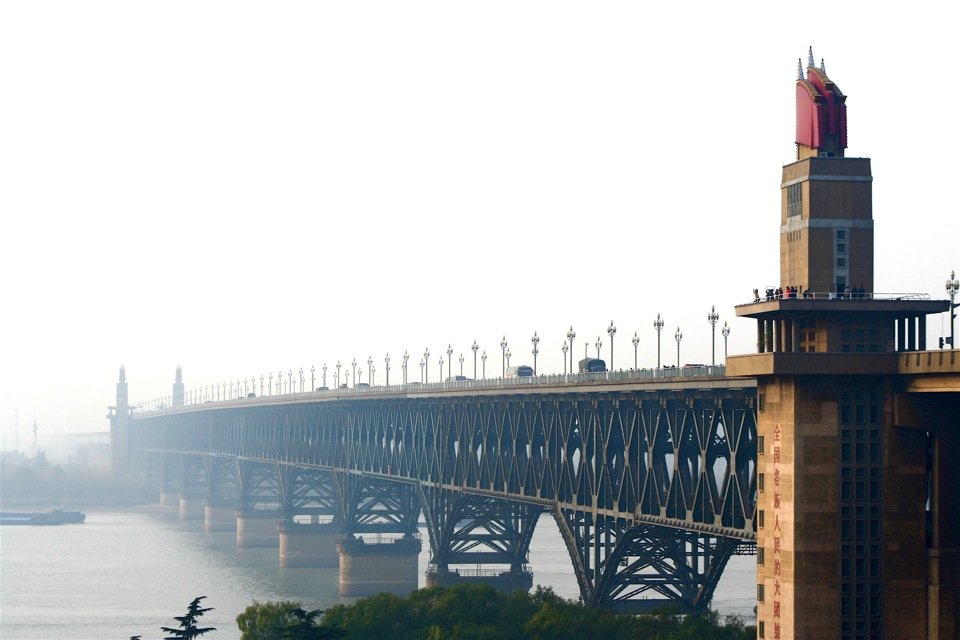
南京长江大桥

在现今长江上的一百多座桥梁中最古老的桥是金沙江上的梓里江桥（又名金龙桥），位于云南丽江，始建于清光绪六年（1880年），由提督蒋宗汉捐资建造，号称“万里长江第一桥”，是丽江著名旅游景点之一，该桥经1934年重修，目前仍可供人和非机动车辆通行。
民国时期，曾多次有武汉修建长江大桥的设想，并于1946年成立了以茅以升为总工程师的“武汉大桥筹备委员会”， 组建了中国桥梁公司，并开始了方案研究和测绘工作，但后因内战爆发未能实现。

### 20世纪50、60年代

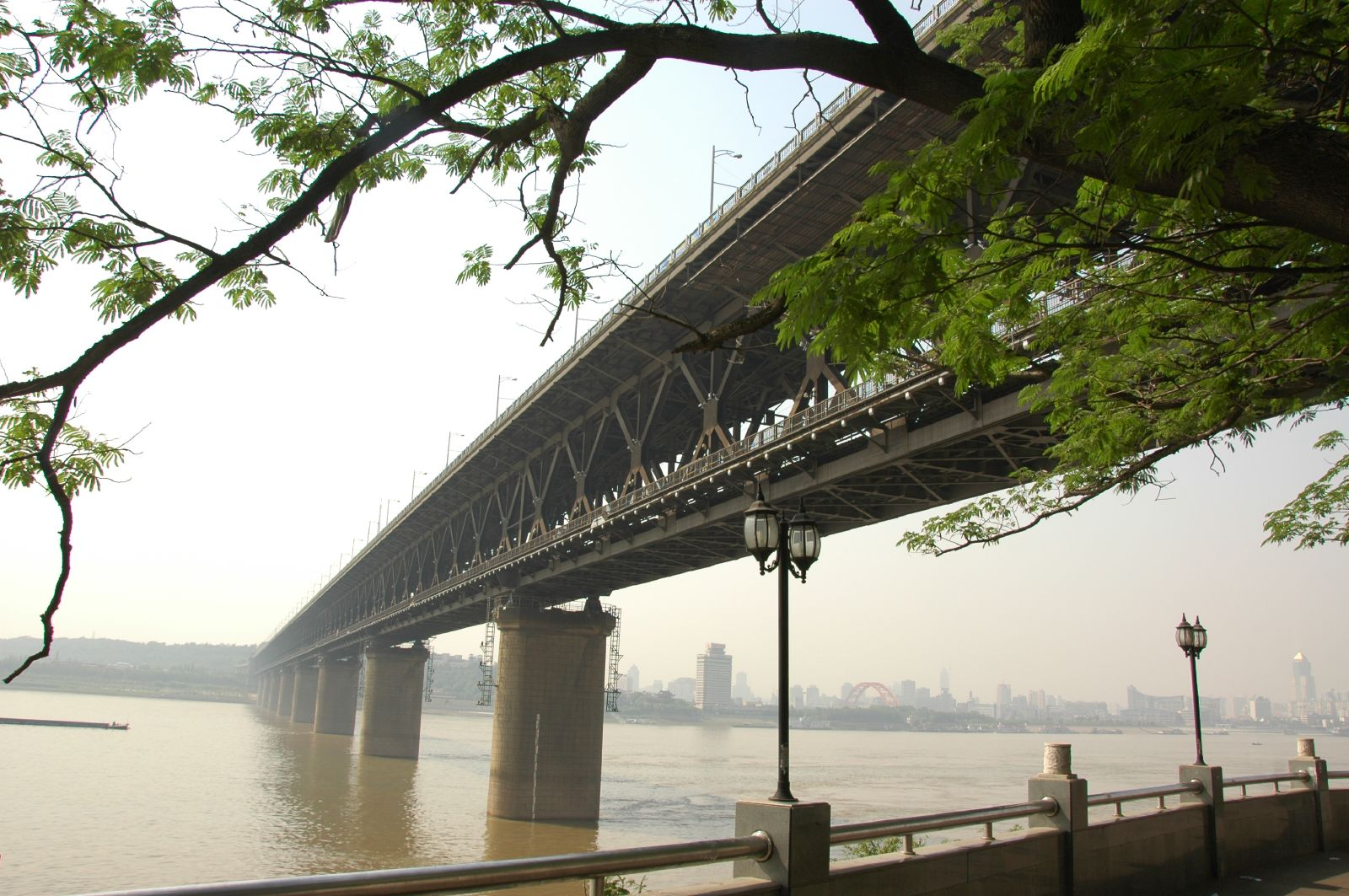
武汉长江大桥

1956年在金沙江上建成岗托吊桥，现该桥被弃用有可能被拆除。武汉长江大桥是第一座真正意义的长江大桥，1955年开工，1957年建成。1958年开工建设的重庆白沙沱长江大桥是一座铁路桥。同年建成的109国道沱沱河大桥是沱沱河上的第1座桥，该桥于1987年和2002年进行了两次重建，1963年建的214国道通天河大桥是通天河上第一座桥，该桥原为拱桥，2003年重建新桥时改为梁桥。整个50、1960年代共建16座桥，其中泯江口以下长江大桥仅3座，包括1968年的南京长江大桥。

### 20世纪70、80年代
1970、1980年代建成的桥梁也是16座，其中岷江口以下长江大桥4座，分别为1971年的枝城长江大桥（又名宜都长江大桥）、1980年的重庆石板坡长江大桥、1982年的泸州长江大桥，另外1979年的三江大桥也被认为是一座长江大桥，虽然它只是连接长江北岸和江中小岛的桥梁，并不跨越长江，但葛洲坝建成后，就可以通达南岸了，桥名也改为“葛洲坝三江大桥”。

### 20世纪90年代
1990年代随着中国经济的高速成长，建桥的数量也越来越多、规模也越来越大，10年共建造桥梁17座，其中岷江口以下长江大桥达11座，1999年建成的江阴长江大桥投资高达36亿元人民幣。此外还有13座长江大桥已开工，处在建设中。

### 21世纪
21世纪长江迎来了建桥高峰，仅2000年至2005年的5年间，长江上就新建桥梁32座，其中岷江口以下长江大桥24座，另有18座大桥（其中岷江口以下长江大桥13座）于2005年至2008年陆续建成通车。此外，未建成的长江大桥还包括：南京长江五桥、九江长江二桥、荆岳长江公路大桥、赤壁长江大桥、重庆万州长江三桥、重庆丰都长江二桥、重庆寸滩长江大桥等。

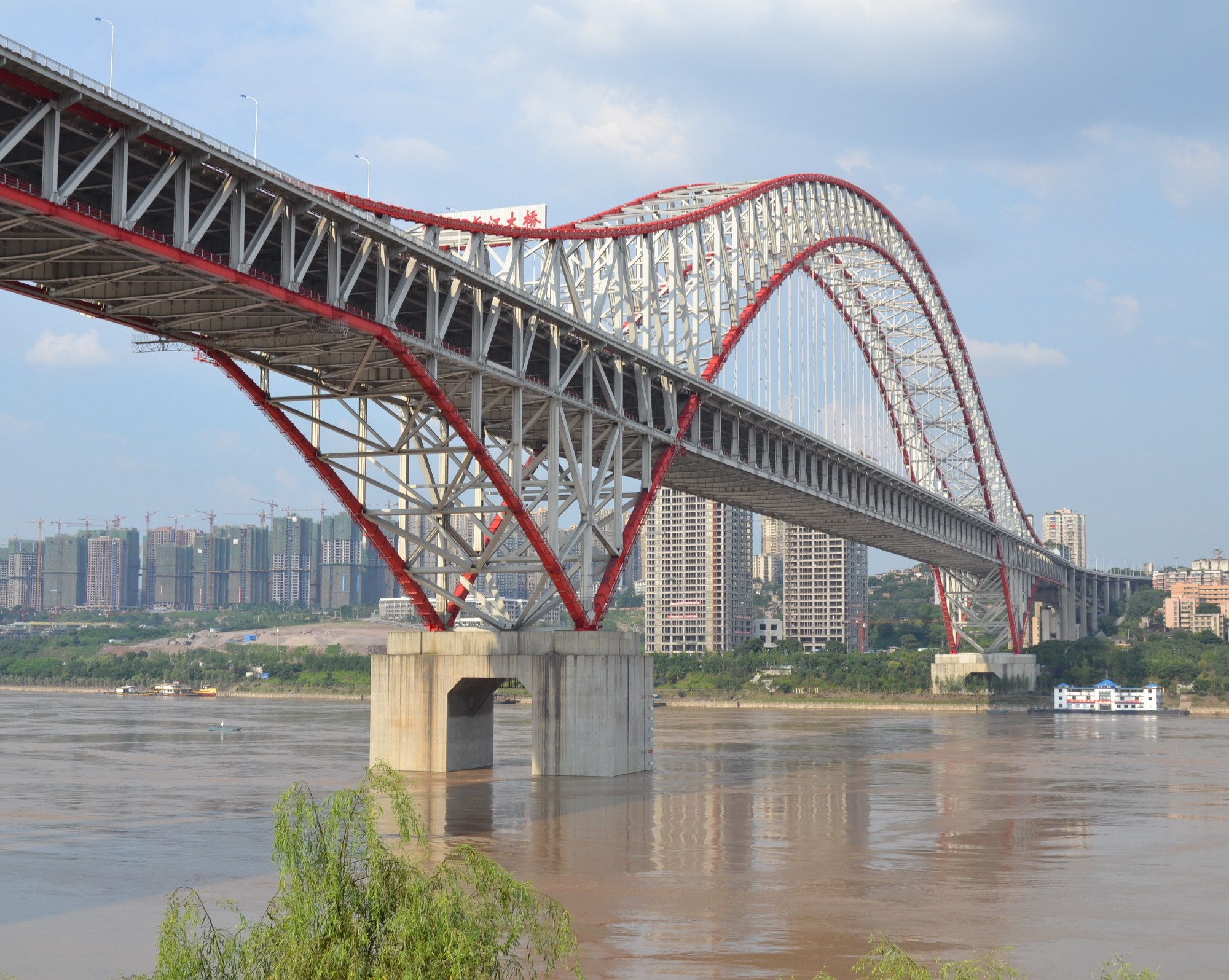
2009年完工的重庆朝天门长江大桥

## 分布

### 上海
上海境内现有1座隧道和2座大桥。上海长江隧桥于2009年10月31日建成通车，崇启大桥则于2011年12月24日通车。

### 江苏

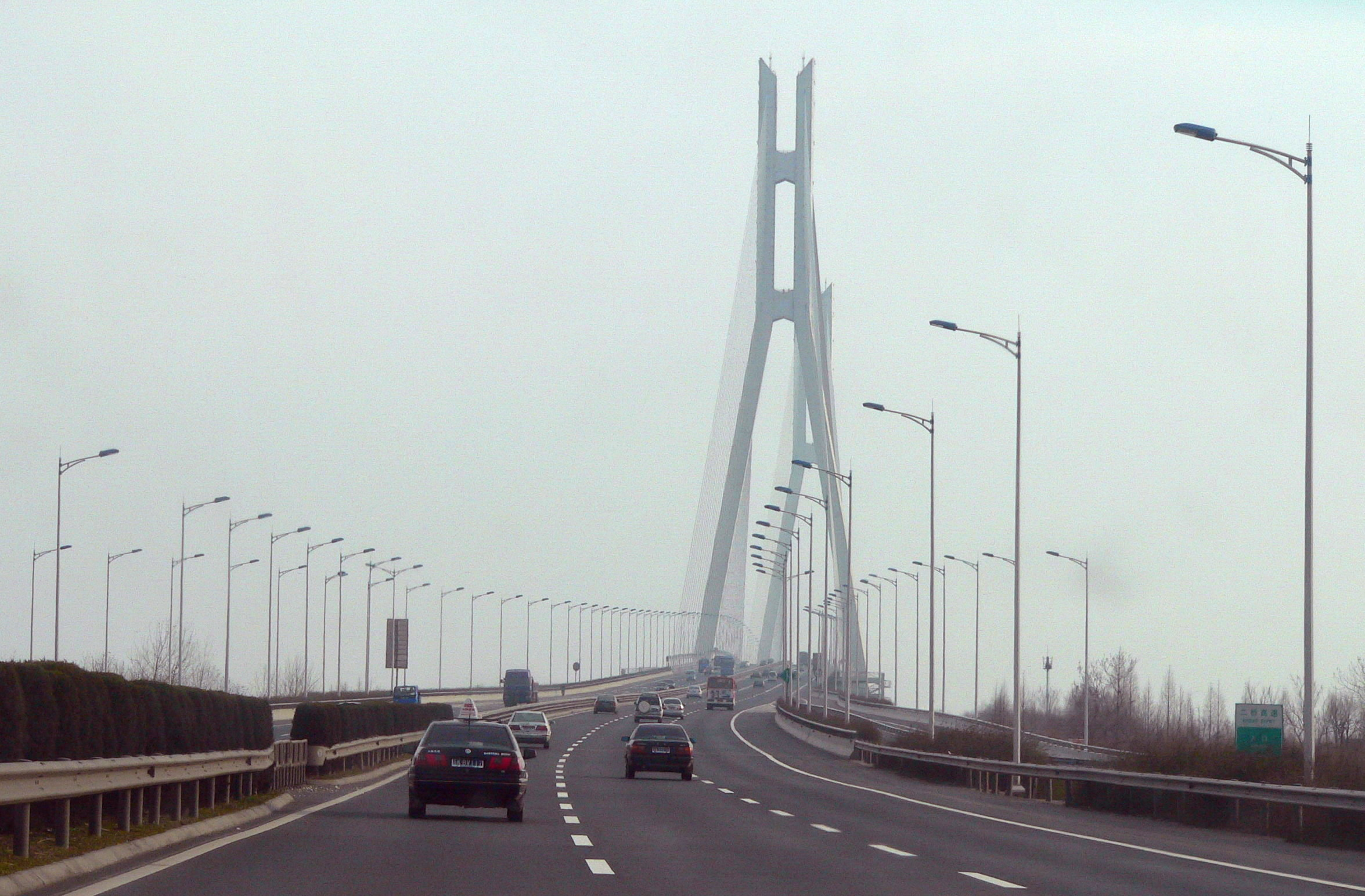
南京长江二桥

江苏境内现有12座长江大桥和3条长江隧道。在已建成的通道中，南京6座大桥和3条隧道、镇江-扬州间2座、泰州-扬中1座、江阴-靖江1座、南通张家港间1座、南通-苏州间1座，因为地处长江下游，江面宽阔，所以这些桥梁均为特大型桥梁。崇启大桥位于最下游，是长江自下而上的第2座桥。目前常州-泰兴间的常泰长江大桥正在建设。

### 安徽
安徽境内建成和在建的共10座长江大桥，其中1座位于马鞍山（2013年通车的马鞍山长江大桥），3座位于芜湖（2000年通车的公铁两用芜湖长江大桥，2017年通车的公路桥芜湖长江二桥，2020年通车的芜湖长江三桥），2座位于铜陵（1995年建成的铜陵长江大桥，2015年通车的铜陵长江公铁大桥），1座位于池州（2019年通车的池州长江大桥），2座位于安庆（2004年通车的安庆长江大桥，2015通车的宁安高铁安庆长江铁路大桥），1座连接安庆望江县和池州东至县（2016年通车的望东长江大桥）。

### 江西
江西境内有2座长江大桥，九江长江大桥和九江长江二桥（大桥北端均在湖北省境内）。九江长江大桥1993年建成后超过南京长江大桥成为最长的公路铁路两用桥，这一记录于1997年被芜湖长江大桥打破。九江长江大桥还保持着另一项记录――工期最长记录，1973年开工至1993年建成，工期长达20年。九江长江二桥即九江长江公路大桥，位于九江长江大桥上游10.8公里处。

### 湖北
湖北境内有已建成和在建的长江大桥超过20座，主要集中在武汉和宜昌。
恩施州区域有巴东长江大桥。
宜昌区域自上游到下游分别是西陵长江大桥、至喜长江大桥、葛洲坝三江大桥、夷陵长江大桥、宜万铁路宜昌长江大桥、宜昌长江公路大桥。
枝江区域自上游到下游分别是枝城长江大桥、枝江百里洲长江大桥：枝江百里洲规划的长江大桥为公铁长江大桥，超越日本明石海峡大桥，结合了武汉长江大桥，武汉天兴洲长江大桥.沪通长江大桥的优点。将是湖北省一大特色长江大桥。
荆州区域自上游到下游分别是荆州长江大桥、荆岳长江公路大桥。
武汉1+8城市圈区域自上游到下游分别是武汉军山长江大桥、武汉沌口长江大桥、武汉白沙洲长江大桥、武汉鹦鹉洲长江大桥、武汉长江大桥、武汉长江二桥、武汉二七长江大桥、武汉天兴洲长江大桥、武汉阳逻长江大桥、黄冈长江大桥、鄂黄长江大桥、鄂东长江大桥、黄石长江大桥、九江长江大桥（大桥南端在江西省境内）、九江长江二桥（大桥南端在江西省境内）。湖北黃岡長江大橋全長四千零八米，投資二十三億元，2010年二月動工。

### 重庆
共有30座長江大橋。重庆有長江上的“桥梁博物馆”之称，市内建有各种大小桥梁800多座，重庆的长江大桥也是最多的，重庆主城區有10座，第一座是1959年建成的白沙沱长江大桥。其中鱼洞长江大桥、菜園壩長江大橋、東水門長江大橋和朝天門長江大橋為地鐵、輕軌公路兩用橋，另还有20座分布在長江沿岸的每个區縣。

### 四川
四川境内已有长江大桥12座，其中8座位于泸州，4座位于宜宾。另有4座正在建设中。
此外，长江上游的金沙江上也有数十座桥梁位于四川境内和省界上，其中以攀枝花和宜宾分布最为密集。

### 云南
云南境内有金沙江桥超过60座，其中大约一半位于川滇边界上。

### 西藏
西藏境内金沙江桥最多时曾经超过20座，全部位于西藏和四川的边界上。2018年10月山崩堵塞金沙江形成白格堰塞湖，几天后堰塞湖决口形成洪峰，冲毁了很多桥梁，之后的重建过程仍在持续进行中。

### 青海
青海是长江的发源地，并有沱沱河等多个源头。在各源头汇成的通天河上约有十余座大桥。

## 桥梁类型
长江上桥梁类型主要有梁桥、拱桥、斜拉桥、悬索桥、铁索桥等，90年代以前建设的长江大桥以梁桥居多，随着造桥技术的发展，以及对航运和美观的考虑斜拉桥和悬索桥在90年代开始流行并成为主流。
2005年10月建成的南京长江三桥主跨648米取代了南京长江二桥（南叉桥628米）当时在国内第一斜拉桥的位置，建设中的苏通长江大桥主跨首次超过1000米达到1088米，建成后将超越多多罗大桥，成为世界第一斜拉桥。
截至2019年8月，长江上最长的建成悬索桥时武汉杨四港长江大桥，主跨长1700米，次于1990年建成的日本明石海峡大桥。
拱桥多在长江中上游的桥梁中采用，2005年5月建成的巫山长江大桥主跨492米是建成时世界跨径最大的钢管混凝土拱桥（截至2024年2月，跨径600米的天峨龙滩特大桥为世界跨径最大的钢管混凝土拱桥），万州长江大桥（420米）是建成时世界跨径最大钢筋混凝土拱桥，重庆朝天门长江大桥主跨超过了500米，达552米，超越上海的卢浦大桥（550米），是建成时世界跨径最大钢桁架拱桥。

## 建桥资金
由于建设长江大桥投资巨大，早期的长江大桥如武汉长江大桥、南京长江大桥等都由国家拨款建造，随着经济发展建桥资金来源也呈现多样化，包括地方政府、银行贷款、企业、外资等等，地维长江大桥就是由重庆腾辉地维水泥有限公司投资建设的，所以该桥没有按惯例以地名命名，而以投资企业命名。江津长江大桥由江津市政府和马来西亚南发集团合作修建。重庆李家沱长江大桥部分建设资金也利用了日本海外协力基金贷款。建桥资金多样化也造成部分大桥因资金问题而停工，如涪陵长江二桥（又名涪陵李渡长江大桥）1994年开工不久就因资金问题停工，后通过BOT方式融资得以继续建设。

## 长江大桥的竞争者
2004年12月位于武汉长江大桥和武汉长江二桥之间的武汉长江隧道开工建设，该隧道投资20亿元，2008年12月28日通车试运行，这是长江上的第一条隧道。之后南京长江隧道也于2005年10月开挖。规划中崇明越江通道工程也是由上海长江大桥和上海长江隧道组成，长江大桥有了竞争者。

## 负面影响
随着大桥越建越多，负面影响也越来越受到关注。其中最主要的是对航运的影响，目前长江主航道平均桥距不足50公里。由于桥梁选址、桥墩设计等原因，桥区航道变窄，泥沙淤积严重，船舶航行困难。有数据表明2003年到达南京以上港口的船舶仅占长江上船舶总数的3.6％，吨位仅占总数的1.3％，万吨级的安庆、武汉港、五千吨级的芜湖、铜陵、九江等港口的到港船舶严重不足，港口大量资源闲置。而船舶撞击桥墩的事故却频频发生，例如黄石长江大桥1993年4月至9月间就发生撞桥事故16起，沉船9艘。